# ساختگی
ساختگی، بشرساخته یا مصنوعی، (به انگلیسی: Artificiality)، مترادف با عمداً انجام شدن است و اشاره به حالت مصنوعی بودن یا ساخته شدن توسط انسان دارد که «محصول» تولید عمدی انسان باشد، نه این که به‌طور طبیعی از راه فرایندهایی انجام و شکل گرفته که شامل فعالیت انسان نباشد یا نیاز به دخالت بشر در پیدایش آن وجود نداشته باشد. به‌طور کلی مصنوعی چیزی است که طبیعی نیست.

## مفاهیم
مصنوعی بودن به مفهوم جعلی بودن، تقلبی یا فریبکارانه بودن را به همراه دارد. فیلسوف یونانی ارسطو در رسالهٔ در باب بلاغت خود چنین نوشت:
طبیعی بودن قانع کننده و پذیرفتنی است، ساختگی بودن بر خلاف آن است. …
با این حال، مصنوعی بودن لزوماً دارای بار منفی نیست زیرا می‌تواند نشان‌دهندهٔ توانایی انسان در تکرار یا انجام عملکردهای ناشی از طبیعت باشد، مانند «قلب مصنوعی» یا «هوش مصنوعی». از دیدگاه هربرت الکساندر سایمون، دانشمند علوم سیاسی و کارشناس هوش مصنوعی: "برخی چیزهای بشرساخته بازسازی اشیاء موجود در طبیعت با محدودیت طبیعی هستند و ممکن است در این تقلیدها یا از مواد اولیه مشابه مواد موجود در جسم طبیعی یا از مواد کاملاً متفاوتی استفاده شود. سایمون تفاوت بین آن‌ها را تشخیص می‌دهد. ساختگی با ساختگی متفاوت است، اولی تقلید از چیزی است که در طبیعت یافت می‌شود (مثلاً، یک شیرین کنندهٔ مصنوعی که با استفاده از فرمولی که در طبیعت یافت نمی‌شود، ایجاد شیرینی می‌کند)، و دومی همان چیزی است که در طبیعت یافت می‌شود (به عنوان مثال، یک قند ایجاد شده در آزمایشگاهی که از نظر شیمیایی از قندی که به‌طور طبیعی وجود دارد قابل تشخیص نیست). برخی از فلاسفه پا را فراتر گذاشته و ادعا کرده‌اند که، در یک دنیای قطعی، «همه چیز طبیعی است و هیچ چیز مصنوعی نیست»، زیرا همه چیز در جهان (از جمله هر چیز ساخته شده توسط انسان) محصول قوانین فیزیکی جهان است.

## تشخیص اشیاء طبیعی از اشیاء ساختگی
به‌طور کلی تمایز طبیعی و ساختگی برای انسان و در برخی موارد برای رایانه‌ها امکان‌پذیر است. معمولاً محیط ساخته شده توسط انسان در فضا و طول زمان از نظم بیشتری برخوردار است، در حالی که محیط‌های طبیعی دارای ساختارهای نامنظم و سازه‌هایی هستند که با گذشت زمان تغییر می‌کنند. با این حال، با مشاهدهٔ جزئیات بیشتر، می‌توان ساختارها و الگوهای ریاضی را در یک محیط طبیعی تشخیص داد و سپس، برای ایجاد یک محیط ساختگی با ظاهری طبیعی‌تر، آن را بازسازی کرد.
برای مثال، با شناسایی و تقلید از ابزارهای طبیعی شکل‌گیری یک الگو، از انواع خاصی از اتومات‌ها برای تولید نگاشت بافت‌های ظاهری آلی استفاده شده‌است، بنابراین امکان تحقق سایه‌زنی‌های واقعی‌تری برای مدل‌سازی سه بعدی اشیاء فراهم شده‌است.